# بافل سيبيك
بافل سيبيك (بالبولندية: Paweł Sibik)‏ (مواليد 5 فبراير 1971) هو لاعب كرة قدم. يلعب مع منتخب بولندا لكرة القدم. سبق له أن لعب في كأس العالم لكرة القدم مع منتخب بلاده.

## روابط خارجية
- بافل سيبيك على موقع الاتحاد الدولي (مؤرشف)  (الإنجليزية)
- بافل سيبيك على موقع قاعدة بيانات كرة القدم.إي يو (الإنجليزية)
- بافل سيبيك على موقع ناشيونال فوتبول تيمز (الإنجليزية)
- بافل سيبيك على موقع Soccerway.com (الإنجليزية)